# Jaime Jesús Balcázar
Jaime Jesús Balcázar Granada (* 27. Januar 1934 in Barcelona) ist ein spanischer Filmregisseur und Drehbuchautor.
Balcázar, der jüngere Bruder des Regisseurs und Produzenten Alfonso, drehte eine Reihe von Spielfilmen, von denen drei Italowestern am bekanntesten wurden. Als Mitglied der Familie Balcázar, die den katalanischen Filmmarkt beherrschte, war er zunächst für die Synchronisation der produzierten Filme zuständig, bevor er seinen ersten Film − allerdings nicht für die eigene Firma, sondern für Leda Films aus Madrid − drehte. Danach folgten sechs Unterhaltungsfilme.
Sein nächster Film, El misterio de la vida, war eine spanische Variante des deutschen Aufklärungsfilms Helga; in seinen späteren Jahren wandte er sich dann dem fiktiven Erotikfilm zu. Mehrere Filme entstanden in Zusammenarbeit mit dem deutschen Regisseur Hubert Frank.

## Filmografie (Auswahl)

### Regie
- 1965: Oklahoma John – Der Sheriff von Rio Rojo (Oklahoma John)
- 1965: Cuatro dólares de venganza
- 1965: Vergeltung in Catano (Tierra de fuego)
- 1966: Keine Gnade für Verräter (Cuatro dólares de venganza)
- 1967: El filo del miedo
- 1967: Die Goldfaust von Brooklyn (El hombre del puño de oro)
- 1968: Die Gewalttätigen (Crónica de un atraco)
- 1969: Españolear
- 1970: El misterio de la vida
- 1979: Inés de Villalonga 1870
- 1981: Black Sands – Am Anfang war die Liebe (Playa azul)

### Drehbuch
- 1966: Schneller als 1000 Colts (Thompson 1880)
- 1966: Das rote Phantom schlägt zu (Superargo contro Diabolikus)
- 1967: Feuer frei auf Frankie
- 1967: Shamango (Gentleman Jo… uccidi)
- 1967: Ein Stoßgebet für drei Kanonen (Professionisti per un massacro)
- 1968: Zweimal Judas (Due volte Giuda)
- 1981: Mad Foxes – Feuer auf Räder (Los Violadares)
- 1986: Dämon in Seide (Il miele del diavolo)